# Hommes en guerre
Pour plus de détails, voir Fiche technique et Distribution.
Hommes en guerre (titre original russe : Герои Шипки, Geroite na Shipka, soit Les Héros de Chipka) est un film bulgaro-soviétique réalisé par Sergueï Vassiliev, sorti en 1955.
Le film raconte l'histoire de la Bataille de Chipka pendant la guerre russo-turque de 1877-1878. Il remporta le prix de la mise en scène au festival de Cannes 1955.

## Fiche technique
- Titre : Hommes en guerre
- Titre original : Герои Шипки (Geroite na Shipka)
- Réalisation : Sergueï Vassiliev
- Scénario : Arkadi Perventsev
- Musique : Nikolaï Krioukov
- Photographie : Mikhail Kirillov
- Montage : Elena Bajenova (ru)
- Décors : Mikhail Bogdanov, Gennadi Myasnikov et Gueorgui Popov
- Costumes : Nevena Baltova, Pepa Misirkova, Yevgenia Slovtsova et N. Tusuzova
- Pays d'origine : Russie
- Format : Couleurs - Mono
- Genre : Drame, guerre
- Durée : 123 minutes
- Dates de sorties :
  -  Union soviétique : 22 février 1955
  -  Bulgarie : 25 avril 1955
  -  France : 25 avril 1958

## Distribution
- Ivan Pereverzev : Katorgin
- Viktor Avdiouchko : Osnobichin
- Gueorgui Youmatov : Sachko Kozyr
- Konstantin Sorokine (ru) : Makar Lizyuta
- Bruno Freundlich : Gyula Andrássy
- Apostol Karamitev : Petko
- Evgueni Samoïlov : Mikhaïl Skobelev
- Woldemar Tchobour (ru) : Nikolaï Stoletov
- Sergueï Papov (ru) : Iossif Gourko
- Alexandre Smirnov (ru) : général Alexandre Stroukov (ru)
- Edgar Garrick : général Kasimir Levitski (ru)
- Nikolaï Simonov : Otto von Bismarck
- Vassili Sofronov : Helmuth Karl Bernhard von Moltke
- Vladimir Taskine : Benjamin Disraeli
- Nikolaï Massalitinov (ru) : Alexandre Gortchakov
- Vladimir Gaïdarov : marquis de Salisbury
- Petko Karlukovsky : Borimetchka
- Alexandre Kireev: Fiodor Radetski
- Gueorgui Gromov : Mikhaïl Dragomirov
- Anatas Khristov : Édouard Totleben
- Elena Granovskaïa

## Récompenses
- Prix de la mise en scène ex-æquo au Festival de Cannes 1955[2]